# Hutthurm
Hutthurm ist ein Markt im Ilztal im niederbayerischen Landkreis Passau.

## Geographie

### Geographische Lage
Die Gemeinde liegt in der Region Donau-Wald östlich der Ilz. Der Markt liegt verkehrsgünstig direkt an der B 12 und am Autobahnzubringer nach Aicha vorm Wald zur Bundesautobahn 3 (20 km). Hutthurm befindet sich zwölf Kilometer nördlich von Passau, 13 km westlich von Hauzenberg, 14 km südwestlich von Waldkirchen und 22 km südlich von Freyung. Bis zur Grenze zu Tschechien bei Philippsreut sind es über die B 12 exakt 40 km.

### Gemeindegliederung
Es gibt 44 Gemeindeteile:
- Anzenreuth
- Auberg
- Aumühle
- Auretzdorf
- Bärnbach
- Brennschinken
- Eschberg
- Gaisbach
- Grabling
- Großthannensteig
- Grubhof
- Guttenhofen
- Hartmannsbrand
- Hochgstaudert
- Hötzdorf
- Hutthurm
- Kalteneck
- Kleeham
- Kleinthannensteig
- Klössing
- Köpplhof
- Köpplmühl
- Kremplsberg
- Landirn
- Lebersberg
- Lenzersdorf
- Lenzingerberg
- Leoprechting
- Mitterling
- München
- Neuhausmühle
- Niederpretz
- Oberpretz
- Prag
- Ramling
- Rußöd
- Salzgattern
- Stempmühl
- Tragenreuth
- Vendelsberg
- Voglöd
- Wimperstadl
- Wotzmannsdorf
- Zolling

Es gibt die Gemarkungen Hutthurm, Leoprechting, München und Prag.

### Nachbargemeinden
- Ruderting
- Neukirchen vorm Wald
- Witzmannsberg
- Fürsteneck (Landkreis Freyung-Grafenau)
- Röhrnbach (Landkreis Freyung-Grafenau)
- Büchlberg
- Salzweg

## Geschichte

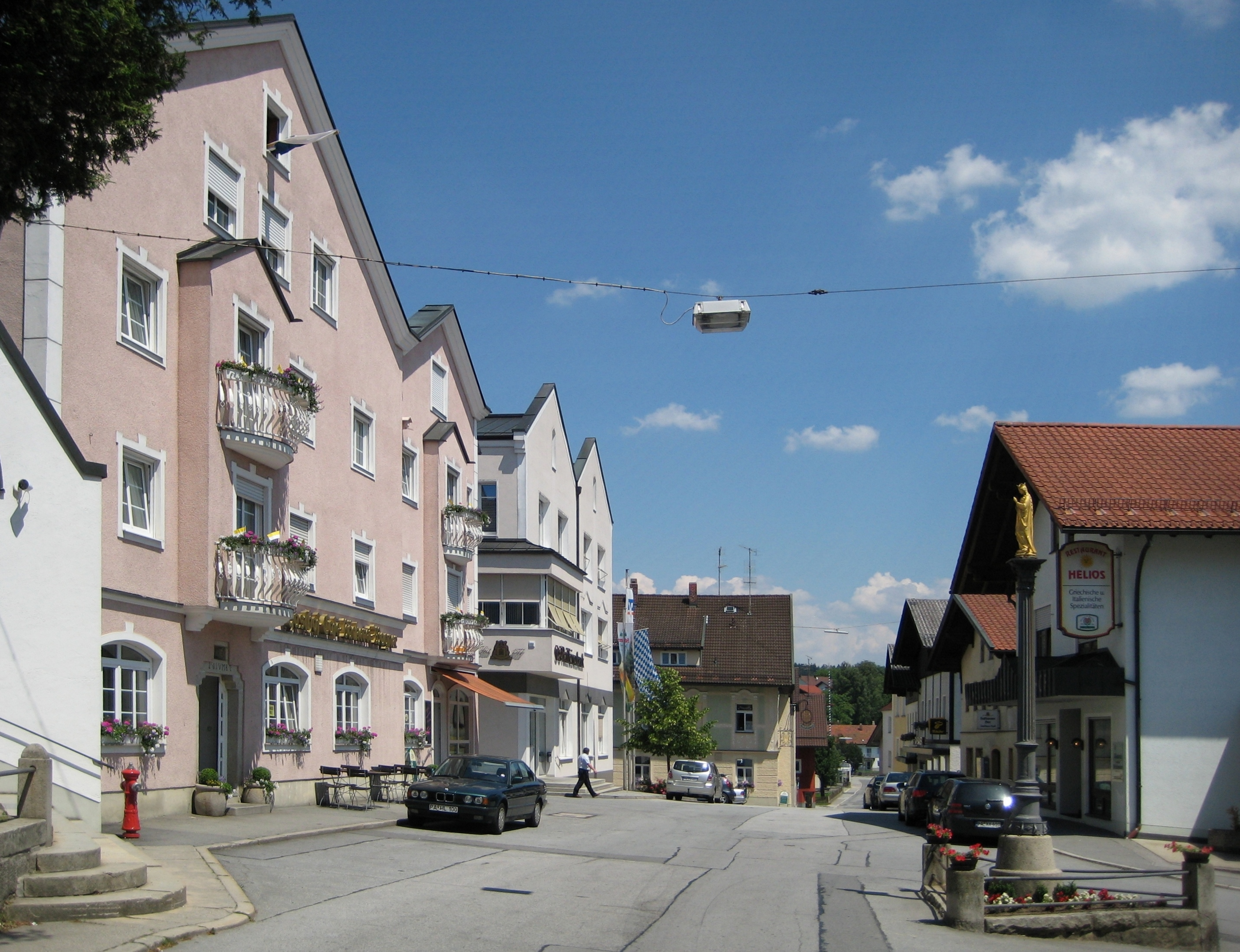
Marktplatz

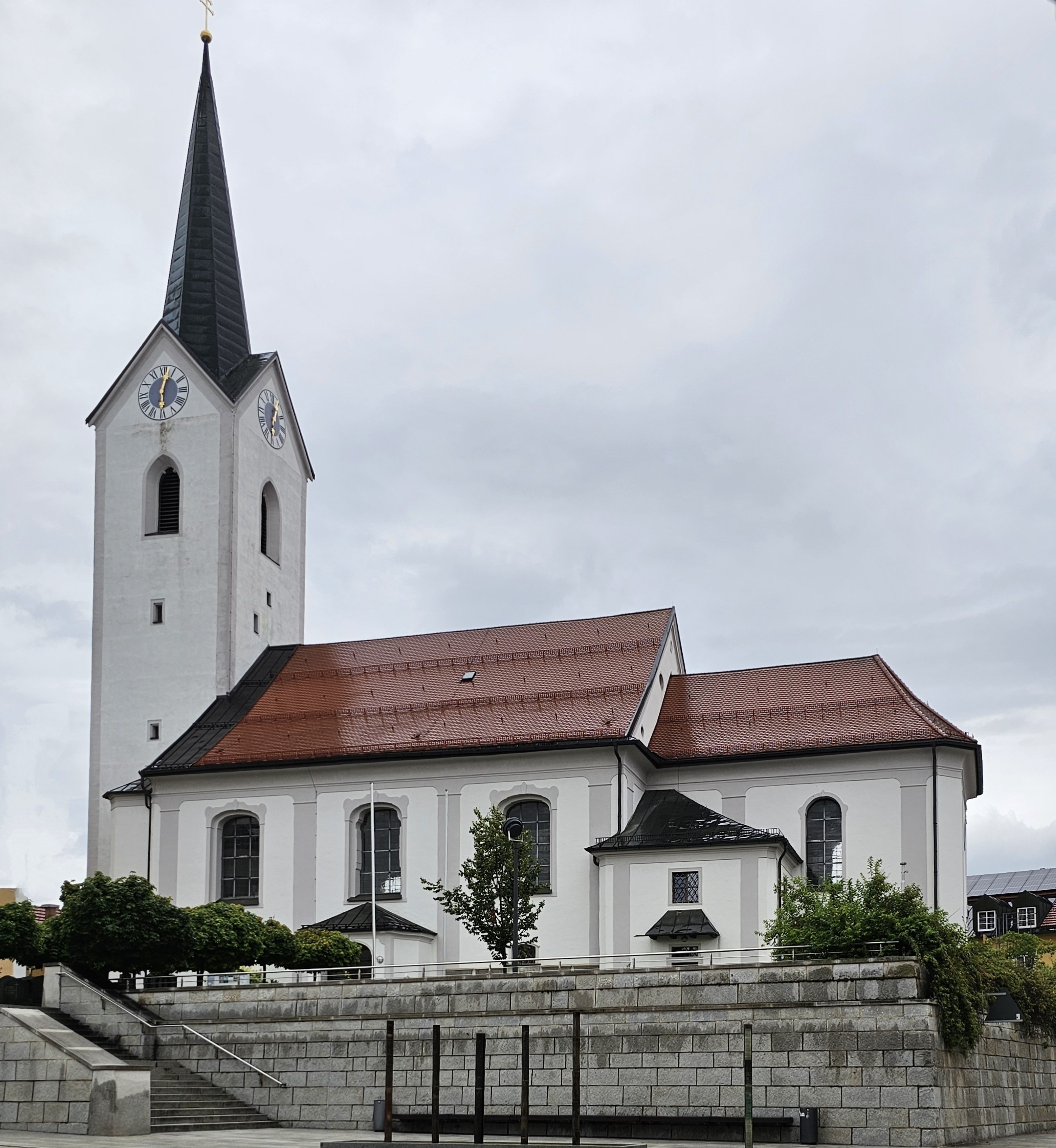
Kirche

### Bis zur Gemeindegründung
Die Ortschaft Hutthurm kann ihre Geschichte bis ins Mittelalter zurückverfolgen. Der alte Markt, der bereits im 11. Jahrhundert erstmals urkundlich erwähnt wurde, verdankt seine Entstehung und seine früh einsetzende wirtschaftliche Prosperität den Herren von Wotzmannsdorf.
Die erste schriftliche Überlieferung aus dem Jahr 1075, die Stiftungsurkunde von St. Nikola, gibt Auskunft, dass der Ort Hutthurm bereits zu dieser Zeit selbständige Pfarrei war.
Die alte Kirche brannte im Jahr 1750 ab und wurde von Passauer Künstlern im Barockstil wieder aufgebaut. Der festungsartig anmutende Turmbau des alten „Hutthurmes“ unweit des Goldenen Steigs wurde in seiner alten Form beibehalten und dürfte in dieser übernommenen Form 1483 errichtet worden sein. Erhalten gebliebenen sind zwei Glocken aus den Jahren 1501 und 1520.
Das Amt des Hochstiftes Passau wurde mit dem größten Teil des hochstiftischen Gebietes 1803 zugunsten Ferdinands von Toskana säkularisiert und fiel erst mit den Friedensverträgen von Brünn und Preßburg 1805 an Bayern. Im Zuge der Verwaltungsreformen in Bayern entstand mit dem Gemeindeedikt von 1818 die heutige Gemeinde.

### 20. und 21. Jahrhundert
In den vergangenen Jahren konnte die Marktgemeinde Hutthurm eine Aufwärtsentwicklung und damit auch strukturelle Verbesserungen auf vielen Bereichen erzielen, so dass sich die früher fast ausschließlich landwirtschaftlich orientierte Gemeinde zu einem Wirtschafts-, Verwaltungs-, Schul- und Verkehrszentrum entwickelt hat.

### Eingemeindungen
In den Markt Hutthurm wurden im Rahmen der Gebietsreform am 1. Januar 1972 die ehemaligen Gemeinden München und Prag eingemeindet.

### Einwohnerentwicklung
Im Zeitraum 1988 bis 2018 wuchs der Markt von 5049 auf 6138 um 1089 Einwohner bzw. um 21,6 %.
| Jahr      | 1961 | 1970 | 1987 | 1991 | 1995 | 2000 | 2005 | 2010 | 2015 | 2020 |
| --------- | ---- | ---- | ---- | ---- | ---- | ---- | ---- | ---- | ---- | ---- |
| Einwohner | 4033 | 4414 | 4935 | 5261 | 5634 | 5798 | 5955 | 5934 | 5914 | 6241 |

## Politik

### Marktgemeinderat
Der Marktgemeinderat setzt sich seit der Kommunalwahl am 15. März 2020 wie folgt zusammen:
- CSU: 8 Sitze (40,60 % der Stimmen)
- FWG: 8 Sitze (37,54 % der Stimmen)
- SPD: 4 Sitze (21,86 % der Stimmen)

### Bürgermeister
Erster Bürgermeister war Christian Grünberger (FW), der 2020 mit 50,14 % der gültigen Stimmen gewählt wurde.
Die konstituierende Sitzung des Marktgemeinderats fand am 14. Mai 2020 statt, es wurde Max Rosenberger (SPD) zum 2. Bürgermeister gewählt. Nach dem Tod von Christian Grünberger (8. Januar 2023), wurde Max Rosenberger (SPD) am 2. April 2023 mit 61,3 % zum neuem 1. Bürgermeister gewählt.

#### Frühere Bürgermeister
| Zeit                       | Partei | Name                 |
| -------------------------- | ------ | -------------------- |
| Bis 06.09.1987             | CSU    | Franz Baumann        |
| 1987–1992                  | CSU    | Alfons Grünberger    |
| 1992–1998                  | SPD    | Fabian Friedrich     |
| 1998–30.04.2020            | CSU    | Herman Baumann       |
| 1. Mai 2020–8. Januar 2023 | FW     | Christian Grünberger |
| seit 02.04.2023            | SPD    | Max Rosenberger      |

#### 2. Bürgermeister
| Zeit      | Partei | Name                       |
| --------- | ------ | -------------------------- |
| 1972–1984 | CSU    | Joseph Fuchs               |
| 1984–1987 | CSU    | Alfons Grünberger          |
| 1987–1992 | ?      | unbekannt                  |
| 1992–1998 | CSU    | Helga Gahbauer             |
|           |        |                            |
| 2008–2020 | CSU    | Edeltraud Stegbauer-Wagner |
| 2020–2023 | SPD    | Max Rosenberger            |
| ab 2023   | FW     | Andrea Koller              |

### Wappen
| Wappen von Hutthurm | Blasonierung: „In Silber auf grünem Dreiberg ein steigender roter Wolf.“ |
| Wappen von Hutthurm | Wappenbegründung: Der rote Wolf ist aus dem alten Wappen des Hochstifts Passau übernommen, zu dem der Markt Hutthurm bis zur Säkularisation 1803 gehörte. Hutthurm war ein ungefreiter Markt und hatte lediglich seit 1525 das Recht, Jahr- und Wochenmärkte abzuhalten. Die eigene Siegelführung ist erst für die bayerische Zeit und nach 1812 anzunehmen. Das älteste Siegel aus dem 19. Jahrhundert trägt noch den alten Ortsnamen Huttern. Farbige Wappenabbildungen gibt es erst seit Ende des 19. Jahrhunderts. Zur Unterscheidung von anderen niederbayerischen Ortswappen mit dem Passauer Wolf genehmigte König Ludwig III. 1915 die Hinzufügung eines grünen Dreibergs, der die Höhenlage des Marktes versinnbildlichen soll. Das Gemeindegebiet vergrößerte sich durch die Eingliederung der Gemeinden München und Prag zum 1. Januar 1972 beträchtlich; das seit 1954 von der Gemeinde München geführte Wappen der Wotzmannsdorfer wurde damit ungültig, wird aber von der Feuerwehr München weitergeführt. |

## Kultur und Sehenswürdigkeiten
- Die katholische Pfarrkirche St. Martin wurde 1747 bis 1751 auf den Mauern der nach dem Brand von 1721 baufälligen alten Kirche erbaut. Der 51 Meter hohe Kirchturm von 1481 bis 1483 war bis ins 18. Jahrhundert ein freistehender Wehrturm.
- Kapelle St. Magdalena in Hötzdorf, mit Altar der Spätrenaissance, Figur St. Magdalena um 1520
- Landschaftsschutzgebiet Ilztal

Blasmusik in Hutthurm:
In der Gemeinde sind zwei Musikkapellen aktiv, die Martinsbläser Hutthurm, benannt nach der Pfarrkirche St. Martin, und die Blaskapelle der Freiwilligen Feuerwehr Hötzdorf, die eine der zwei letzten Feuerwehrkapellen in Niederbayern ist. Diese Musikgruppen gestalten viele Gottesdienste, Volks- und Feuerwehrfeste, sowie andere Veranstaltungen im Gemeindebereich mit.

## Wirtschaft und Infrastruktur

### Wirtschaft einschließlich Land- und Forstwirtschaft
Im Jahr 2021 gab es nach der amtlichen Statistik in der Gemeinde 2440  sozialversicherungspflichtige Arbeitsplätze. Von der Wohnbevölkerung standen 2707 Personen in einem versicherungspflichtigen Beschäftigungsverhältnis. Damit war die Zahl der Auspendler um 267 Personen größer als die der Einpendler. 84 Einwohner waren arbeitslos. Im verarbeitenden Gewerbe bestanden acht, im Bauhauptgewerbe zehn Betriebe. 2020 gab es 49 landwirtschaftliche Betriebe, 1820 Hektar des Gemeindegebietes waren landwirtschaftlich genutzt.
Mit Lanz-Baumaschinen befindet sich einer der führenden europäischen Hersteller von Friedhofs- und Kommunalbaggern in Hutthurm.

### Verkehr
Hutthurm ist über die Bundesstraße 12 sowie über den Autobahnzubringer Staatsstraße 2131 Hutthurm-Aicha v. Wald (A 3) mit dem überörtlichen Straßennetz verbunden.
Mit Kalteneck, dem früheren Endbahnhof der Bahnstrecke Deggendorf–Kalteneck sowie dem in Voglöd gelegenen Bahnhof Fürsteneck besitzt Hutthurm seit 1890 zwei Haltestellen auf dem Gemeindegebiet an der Bahnstrecke Passau–Freyung. Diese wurden jedoch seit 1982 nicht mehr im regelmäßigen Personenverkehr angefahren. Seit 2002 war die Bahnstrecke stillgelegt. Im Jahr 2009 begann die Reaktivierung der Strecke durch die Ilztalbahn GmbH, unterstützt durch den Förderverein Ilztalbahn e. V. Seit dem 12. September 2010 ist die Teilstrecke Waldkirchen–Freyung wieder in Betrieb. Am 16. Juli 2011 wurde der Bahnverkehr im Rahmen des Freizeitverkehrsprojektes Donau-Moldau wieder an Samstagen, Sonntagen und Feiertagen im Sommerhalbjahr und zu Sonderfahrten ganzjährig aufgenommen.

### Bildung
2022 gab es folgende Einrichtungen:
- 3 Kindertagesstätten in Hutthurm und Prag: 246 genehmigte Plätze mit 239 Kindern, davon 35 Kinder unter drei Jahren
- 4 allgemeinbildende Schulen, davon zwei öffentliche Schulen und zwei private Schulen. Es wurden von 39 Lehrern in 25 Klassen insgesamt 505 Schüler unterrichtet.

## Söhne und Töchter des Ortes
- Ernst Girmindl (1931–2024), Politiker (CSU)
- Annemarie Hecker (* 1940), Politikerin (CSU)
- Dieter Kudorfer (* 1940), Historiker und Bibliothekar
- Bruno Dobelmann (* 1959), Extremsportler
- Albert Köberl (1963–2021), Architekt
- Siggi Mueller (* 1964), Pianist, Filmkomponist und Fotograf
- Johann Lang (1982–2004), Attentäter
- Toni Lang (* 1982), ehemaliger Biathlet und Skilangläufer
- Daniel Küblböck (1985–2018), Pop- und Jazzsänger
- Sebastian Escherich (* 1986), Fußballspieler
- Karin Rabhansl (* 1986), Liedermacherin, Gitarristin und Sängerin
- Martin Frank (* 1992), Komiker und Schauspieler
- Johannes Schätzl (* 1993), Politiker (SPD) und Mitglied des Deutschen Bundestags